# Déu personal
Un déu personal, o deessa personal, és una deïtat amb la qual es pot relacionar com a persona, en comptes de com una força impersonal, com ara l'Absolut, "el Tot".
En les escriptures de les religions abrahàmiques, Déu es descriu com un creador personal, parlant en primera persona i mostrant emocions com la ira i l'orgull, i de vegades apareix en forma antropomòrfica. Al Pentateuc, per exemple, Déu parla i instrueix els seus profetes i es concep com a posseïdor de volició, emocions (com la ira, el dolor i la felicitat), la intenció i altres atributs característics d'una persona humana. Les relacions personals amb Déu es poden descriure de la mateixa manera que les relacions humanes, com un Pare, com en el cristianisme, o un Amic com en el sufisme.